# Магнитно-импульсный пресс
Магнитно-импульсный пресс — устройство, преобразующее энергию генератора импульсного тока (ГИТ) в передаваемые на прессуемое изделие электромеханические усилия.
Обработка давлением с применением энергии сильного импульсного магнитного поля относится к области высокоскоростных процессов, основная характеристика которых, применение больших давлений на определенной площади за чрезвычайно короткое время.
Магнитно-импульсные прессы по характеру электромагнитного воздействия можно разделить на электродинамические и индукционные.

## Электродинамический метод
При осуществлении электродинамического метода используются силы отталкивания противоположно направленных импульсных токов. Такая схема уже была известна из экспериментов по сжатию горячей плазмы. Электрический ток пропускается по двум проводникам (трубкам), вставленным коаксиально один в другой. Образующееся магнитное поле, ограниченное кольцеобразным зазором, сжимает внутренний проводник и расширяет внешний. Для прессования порошков используются оба способа, в которых либо внутренняя, либо внешняя труба делается пластичной и прессует порошок. В результате может быть сформирована прессовка в виде длинного стержня или трубы.
Для формирования трубчатых прессовок со сложным рельефом внешней поверхности может быть использован так называемый способ раздачи. В этом способе жесткая разъемная матрица устанавливается снаружи прессующего проводника (лайнера) и порошок засыпается в образованный ими зазор.
Несмотря на кажущуюся простоту электродинамических способов прессования, их практическое применение ограничено импульсными давлениями, не превышающими 0,5 ГПа из-за проблем сильноточных контактов деформируемого лайнера с электродами, тепловым разрушением лайнера и низкой индуктивностью нагрузки, что требует применения специальных малоиндуктивных генераторов импульсных токов (ГИТ, емкостный накопитель энергии с коммутирующими приборами для формирования в нагрузке короткого разрядного импульса тока высокой амплитуды).

## Индукционный метод
Способы индукционного прессования порошков привлекательны ввиду отсутствия электрических контактов лайнера с генератором импульсных токов. В основе индукционного магнитно-импульсного прессования лежит взаимодействие импульсного магнитного поля индуктора с магнитным полем вихревых токов, наведенных в электропроводящем элементе, уплотняющем порошок. В качестве такого элемента используют электропроводящую оболочку (при цилиндрическом прессовании), либо ударную плиту, называемую также концентратором (при плоском прессовании).
Форма получаемых изделий при индукционном прессовании определяется формой индуктора и его расположением относительно электропроводящего элемента.
Если внутри электропроводящей оболочки установить индуктор, а снаружи — матрицу, заполняемую порошком, то получим схему прессования способом на раздачу. Данный способ более удобен для изготовления деталей со сложной наружной поверхностью, которая определяется матрицей.

## Магнитный молот
Значительный интерес представляет индукционное магнитно-импульсное прессование порошков способом “магнитного молота”. В данном случае импульсное магнитное поле плоского индуктора возбуждает электромеханические усилия в металлической плите, передающей эти усилия на прессуемый материал.
Отличительной чертой данного метода прессования является использование эффекта концентрации механического импульса путём использования пуансона с площадью поперечного сечения во много раз меньшей площади поверхности концентратора. Такие устройства для магнитно-импульсного прессования отличаются легким режимом работы индуктора и генератора импульсного тока (ГИТ). Высокое импульсное давление в данном случае обеспечивается концентрацией механического импульса. При этом предел достижимых давлений определяется динамическими прочностными свойствами прессового инструмента, а не предельным магнитным полем индуктора.